# Андріївка (Кропивницький район)
Андріївка (до 2025 — Трудолюбівка) — село в Україні, у Кетрисанівській сільській громаді Кропивницького району Кіровоградської області. Населення становить 123 осіб.

## Історія
05 червня 2025 року відповідно до Постанови Верховної Ради України № 4483-IX село Трудолюбівка було перейменовано на село Андріївка. Постанова набула чинності 18 червня 2025 року.

## Населення
Згідно з переписом УРСР 1989 року чисельність наявного населення села становила 162 особи, з яких 72 чоловіки та 90 жінок.
За переписом населення України 2001 року в селі мешкали 123 особи.

### Мова
Розподіл населення за рідною мовою за даними перепису 2001 року:
| Мова       | Відсоток |
| ---------- | -------- |
| українська | 94,31 %  |
| російська  | 4,88 %   |
| молдовська | 0,81 %   |

## Видатні уродженці
- Моторний Дмитро Костянтинович (1927-2018) — Герой України, двічі Герой Соціалістичної Праці.